# Boumanshof
De Boumanshof of Hof van Iddekinge was een landgoed met huis in de stad Groningen.

## Bouw
De hof werd in 1770 aangelegd door Berend van Iddekinge, burgemeester van Groningen en broer van luitenant  stadhouder Antony Adriaan van Iddekinge. Het pand werd gebouwd aan de Turfsingel tegenover de Maagdenbrug op de toenmalige bleekvelden van de stad. Van Iddekinge was getrouwd met Johanna Maria Sichterman, dochter van Jan Albert Sichterman. De imposante deurpartij van het gebouw was afkomstig van het Sichtermanhuis aan de Ossenmarkt, gesticht door Jan Albert Sichterman. Bij het Boumanshof werd een tuin aangelegd in Engelse landschapsstijl. Later was het pand in het bezit van koopman Steva Harman Bouman. Naar deze familie werd het hof ook wel Boumanshof genoemd.

## Sloop
Onder de directeur gemeentewerken J.A. Mulock Houwer moest het huis in 1913 wijken voor de aanleg van van de W.A. Scholtenstraat, om zo de verkeersafwikkeling tussen de binnenstad en de nieuwe buitenwijken vlot te kunnen laten verlopen. Door de komst van de industrie van het Scholten-concern is de hof geheel verdwenen. De deurpartij is bewaard gebleven en is thans in het bezit van het Groninger Museum.